# قاتلان پورنو
قاتلان پورنو (ایتالیایی: Le porno killers) یک فیلم اروتیک دلهره‌آور و کمدی به کارگردانی روبرتو مائوری است که در سال ۱۹۸۰ منتشر شد و آخرین فیلم او محسوب می‌شود. نسخهٔ سانسور نشده این فیلم حاوی صحنه‌هایی پُرمایه از خشونت و سکس هاردکورِ شبیه‌سازی‌نشده است. از بازیگران فیلم می‌توان به کارمن روسو، برونو مینیتی و واسیلی کاریس اشاره کرد.